# Oliarus laticeps
Oliarus laticeps är en insektsart som beskrevs av Melichar 1899. Oliarus laticeps ingår i släktet Oliarus och familjen kilstritar. Inga underarter finns listade i Catalogue of Life.